# Cultura de Irán

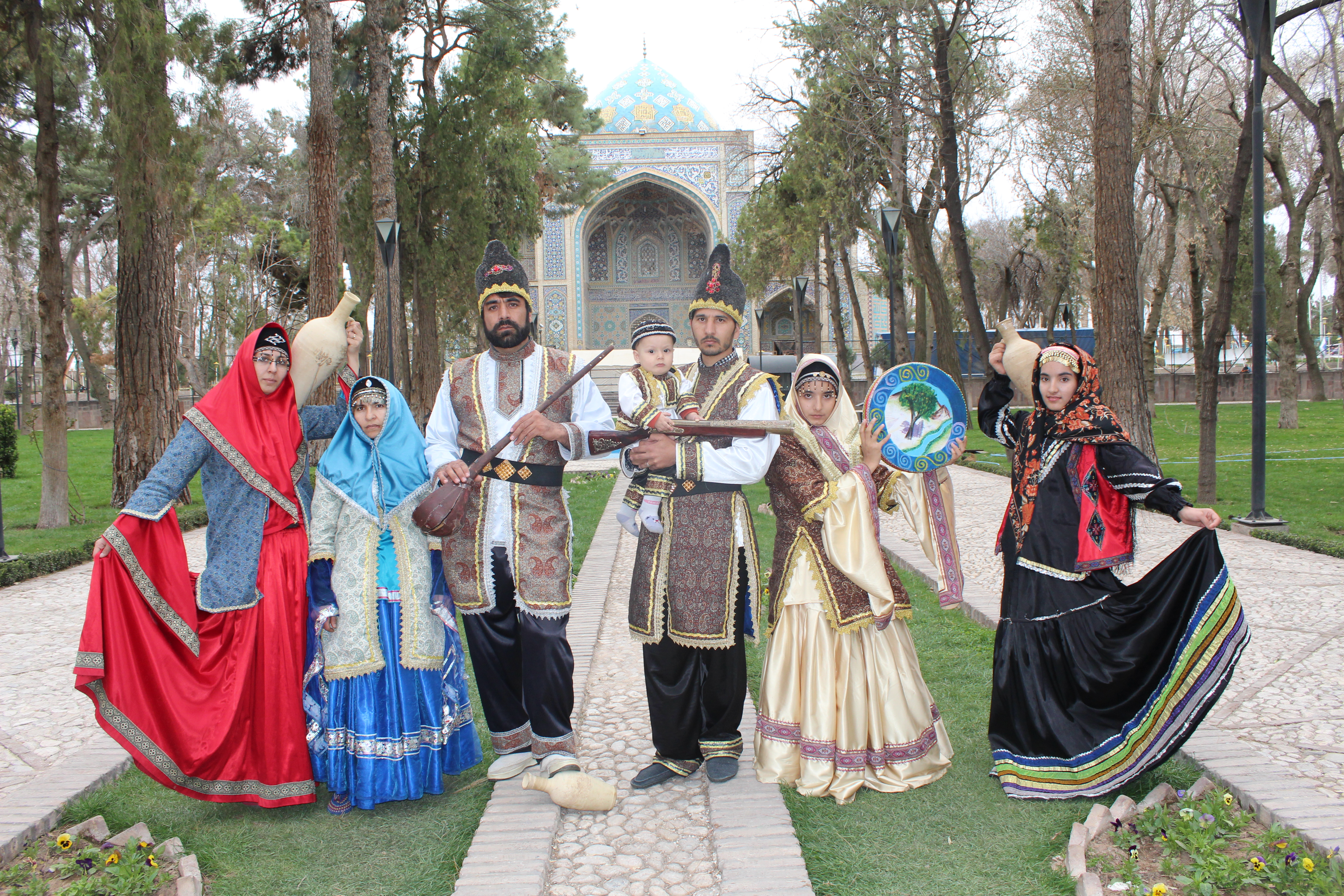
Familia iraní vestida con ropas tradicionales.

La cultura de Irán se ha manifestado bajo diversas facetas en el curso de la historia de Irán, así como en buena parte del Asia Central. Los elementos principales de la cultura iraní son la lengua persa y la mitología iraní, derivada del zoroastrismo y del mitraísmo, el Islam principalmente chiita, así como todo el arte, la poesía y la literatura persa, kurda y azerí.
Los iraníes no solo estuvieron abiertos a otras culturas, sino que adaptaron libremente todo lo que encontraron útil de ellas. Así, la elasticidad cultural ecléctica es una de las características fundamentales que definen el espíritu persa y una clave de su longevidad histórica.
Este artículo usa los términos "persa" e "iraní" de manera intercambiable, algunas veces refiriéndose al idioma y a sus hablantes; y otras, al nombre de Irán antes del siglo XX, una nomenclatura que sobrevive para los exploradores occidentales y orientalistas; sin embargo, ambos no son lo mismo y el artículo se centrará en las culturas del pueblo que habita el Gran Irán.

## Antecedente
Elam fue la primera civilización irania que construyó un gobierno al 2800 a. C. y en el 625 A.C, los Medos construyeron un imperio que sería destronado por Ciro II, fundador del imperio Aqueménida y al fin terminó en dos imperios: El Parto y el Sasánida. Pero el esplendor del imperio persa viene marcado por la figura de Darío I (522- 406 ac).
Es sin lugar a dudas Irán, una sociedad multiétnica en la que conviven sin inconvenientes de discriminación, ni segregación notoria, algunos grupos minoritarios que mantienen sus normas y costumbres culturales como: los Turcos, Kurdos, Baluchis, árabes, Turcomanos, Chinos, Tailandeses, Africanos; etc.
Tras el cambio de gobierno de 1979, el sistema docente y la vida cultural de Irán se vieron profundamente alterados y se adecuaron a los preceptos islámicos chiitas. La anterior aproximación a modelos culturales y educativos occidentales se interrumpió.

## Los elementos principales culturales

### El calendario iraní
El año Persa (Año solar) tiene 12 meses, los primeros 6 meses son de 31 días, los siguientes 5 tienen 30, y el último tiene 29 o 30, según sea o no año bisiesto. Cada mes corresponde a un signo del zodíaco. El número de días en cada mes (aunque no sea en el orden de los meses) es por lo tanto igual que en el calendario civil occidental.
Los países de Occidente utilizan el calendario solar, al menos para los asuntos de orden civil.
Los egipcios optaron por el calendario solar, de 365 días y un cuarto, siendo así, los precursores directos del calendario moderno. 
Los festejos del Noruz, año nuevo Iraní es uno de los festejos más antiguos del mundo, donde se realizan una serie de ritos que marcan el comienzo del nuevo año.
El Nouruz siempre empieza el primer día de la primavera el 21 de marzo de cada año. La cultura distinta sobre la base de las actividades de lengua, comida, mística y de ocio se desarrolló entre las muchas personas y grupos étnicos que vivían en esta área que se conoce como Pérsico.

### La lengua persa
(en persa: فارسی‎, romanizado: fârsí) o farsí, los iraníes se hablan persa, aunque podemos encontrar comunidades persahablantes en Azerbaiyán, Rusia, Irak, Omán, Emiratos Árabes y Pakistán sin contar con los centenares de miles de persas que hay en diáspora. Tiene más de 100 millones de hablantes nativos. Pertenece a la familia de lenguas indoeuropeas. Su tipología es Sujeto Objeto Verbo.
La literatura iraní contemporánea está influenciada por la poesía clásica persa, pero también refleja las particularidades del Irán moderno, por medio de escritores tales como Houshang Moradi-Kermani, el autor iraní moderno más traducido, y el poeta Ahmad Shamlou.

### Religión
La religión oficial de Irán es el Islam y la escuela Ya'farî o duodecimana –seguidora de los doce Inmaculados Imames–, siendo éste un principio invariable hasta la eternidad, y las demás religiones islámicas como son la Hanafî, Shafî'î, Mâlikî, Hanbalî y Zaîdî serán tratadas con respecto. 89 % chiitas, la religión oficial del estado y un 9 % sunnitas. Entre las religiones minoritarias destacan la fe bahá'í, el zoroastrismo, el judaísmo y el cristianismo.

### Arte
El Gran Irán, que corresponde con los actuales territorios de Irán y Azerbaiyán. Baluchistán, las Áreas tribales de Pakistán y las regiones colindantes, es la cuna de uno de los patrimonios artísticos más ricos del mundo que comprende diversas disciplinas que incluyen la arquitectura, la pintura, los tejidos, la cerámica, la caligrafía, la metalurgia y la mampostería.
El patrimonio artístico de Irán es de un gran valor histórico, arqueológico y arquitectónico, ya que se remonta a miles de años atrás. De su importancia da idea el hecho de que los vestigios más antiguos encontrados, restos de vasijas de cerámica, datan de hace casi 5000 años y pertenecieron a una civilización relacionada con Mesopotamia, donde los estudiosos afirman que nació la civilización.
El arte iraní ha pasado por numerosas fases. La única estética de Irán se desprende desde los relieves aqueménidas en Persépolis hasta las pinturas en los mosaicos de Bishapur. La era islámica trajo consigo cambios dramáticos en los estilo y la práctica de las artes, aunque cada dinastía tuvo su propio enfoque. La era kayar fue la última etapa del arte clásico persa, antes de que el modernismo fuera importado, e impregnado de elementos de escuelas tradicionalistas de estética.

#### Alfombra
El nombre de Irán se asocia a muchos productos y suvenires. Al caviar, al azafrán, al pistacho; pero la alfombra quizás sea el símbolo por excelencia del arte iraní.

#### Música tradicional de Irán
El radif es el repertorio tradicional de la música clásica iraní que constituye la esencia de la cultura musical persa. Cuenta con más de 250 unidades melódicas, denominadas gushe y organizadas en ciclos, y posee un sustrato modal de base que viene a ser el telón de fondo al que se añaden los motivos melódicos más diversos. Aunque la interpretación de la música tradicional iraní se basa esencialmente en el arte de la improvisación –en función del estado de ánimo del artista y las reacciones del auditorio–, los músicos dedican varios años a dominar el radif por contener éste el conjunto de elementos imprescindibles para sus interpretaciones y composiciones. El radif puede ser vocal o instrumental y se interpreta con instrumentos que exigen técnicas de ejecución diversas: laúdes de mástil largo llamados tār y setār; cítara santur, cuyas cuerdas se golpean con macillos; vihuela de péndola kamānche; y flauta de caña ney. Transmitido oralmente de maestros a discípulos, el radif encarna a la vez la estética y la filosofía de la cultura musical persa. Su aprendizaje exige como mínimo diez años de dedicación, durante los cuales los alumnos no solo deben memorizar su repertorio, sino también ejercitar una ascesis musical encaminada a abrirles las puertas de la espiritualidad. Médula de la música iraní, este tesoro musical refleja la identidad cultural y nacional del pueblo de Irán. es una de más antiguas del mundo cuya existencia se remonta antes de la historia, entre las tribus arias. Ellos han creado ritmos agradables tomados del sonido de la naturaleza que posteriormente se incorporó en las ceremonias reales, religiosas en las fiestas y en los campos de guerra llamado sonido de batalla.
El repertorio clásico de la música persa, perpetuado a través de la tradición oral, consta de un corpus de piezas conocidas como Radif. Dichas piezas se organizan en 12 colecciones, de las cuales siete son estructuras modales básicas, similares a los maqamat de la música árabe y conocidas como dastgahs (sistemas), cuyos nombres son Shur, Homayun, Segah, Chahargah, Mahur, Rast-Panjgah y Nava. Los otros cinco modos son secundarios. De ellos cuatro (Abuata, Dashti, Bayati Tork y Afshari) son derivados del dastgah Shur; mientras que el quinto, Bayati Isfahan, es un sub-dastgah de Homayun.

### Cine
Con 300 premios internacionales en los últimos 25 años, las películas iraníes continúan siendo celebradas en todo el mundo. Quizás el director de cine más conocido sea Abbas Kiarostami.